# Платово (Ростовська область)
Платово — хутір, адміністративний центр Ковалевського сільського поселення Красносулинського району Ростовської області.
Населення — 1924 осіб (2010 рік).

## Історія
У 1905 році область війська Донського розпорядилася до всіх отаманів густо розташованих станиць, щоб тим козакам, яким не вистачає землі, дозволили переселятися на вільні землі війська Донського. Так першим тут оселився Захар Кузьмич Костін разом з п'ятью братами. До них приєдналися Іван Краснов, Ізварин, Блинов, Трохименко, Черноусов. Всі першопоселенці оселилися на теперішній Радянській вулиці й склали хутір з 27 дворів. На своєму колі вирішили назвати свій хутір на честь відомого донського отамана Матвія Платова. Хутір Платове власного отамана не мав й був приписаний до хутора Анікін та його церковної парафії. Вся земля навколо хутора була очищена козаками від шипшини й терну, та засіяна пшеницею.
У 1907 році на своєму колі хуторяни вирішили будувати початкову школу на свої кошти, тому що царський уряд та обласне начальство війська Донського ніяких коштів на будівництво не дали. Будівля школи й досі існує на Радянській вулиці. На 1907 рік к школі було 40 учнів. Учні вчилися читати, писати, рахувати і молитися Богу. А вчителька була запрошена з Кам'янської жіночої гімназії.
Окремі козаки хутора Платово на своїх ділянках влаштовували примітивні копальні, де добували собі вугілля для опалення та на продаж. Вуглепромисловець Унанов придбав у козака Блинова копальню на західній стороні хутора, де облаштував шахту.
У 1929—1930 році прийшла колективізація з переслідуванням козацтва, що належало до куркульства. Багато хуторян загинуло від переслідування сім'ями та багато пройшло через Гулаг.

## Географія
Хутір розташовано у 28 км від міста Красний Сулин над річкою Нижнє Провалля, правої притоки Великої Кам'янки сточища Сіверського Дінця; у 3-х кілометрах на північний захід від Гуковської залізниці й майже примикає до міста Гуково.

### Вулиці
| - вул. 50 років Перемоги, - вул. Карбишева, - вул. Колодязна, - вул. Крайня, - вул. Молодіжна, - вул. Нова, - вул. Пролетарська, - вул. Російська, | - вул. Радянська, - вул. Степова, - вул. Квіткова, - вул. Шурфова, - пров. Мирний, - пров. Орловський, - пров. Севастопольський, - пров. Радянський. |